# Dominicas de la Congregación del Sagrado Corazón
La Congregación Dominica del Sagrado Corazón (en inglés: Dominican sisters of the Congregation of the Sacred Heart) es una congregación religiosa católica femenina, de vida apostólica y de derecho pontificio, fundada en 1874, por la religiosa estadounidense Mary Agnes Magevney, en Galveston (Estados Unidos). A las religiosas de este instituto se les conoce como dominicas de Houston y posponen a sus nombres las siglas O.P

## Historia
La congregación fue fundada por Mary Agnes Magevney en Galveston, en el estado de Texas (Estados Unidos), en 1874, para la educación de la juventud femenina, con la aprobación como congregación religiosa de derecho diocesano en 1882, por el obispo Nicolaus Aloysius Gallagher, de la diócesis de Galveston. Fue agregada a la Orden de Predicadores en 1902 y elevada a congregación de derecho pontificio, mediante decretum laudis del 10 de julio de 1934, del papa Pío XI.

## Organización
La Congregación Dominica del Sagrado Corazón es una congregación religiosa internacional, de derecho pontificio y centralizada, cuyo gobierno es ejercido por una priora general, es miembro de la Familia dominica y su sede se encuentra en Houston (Texas).
Las dominicas de Houston se dedican a la formación y educación cristiana de la juventud. En 2017, el instituto contaba con 63 religiosas y 14 comunidades, presentes en Estados Unidos y Guatemala.